# Edmond Verbustel
Edmond Verbustel war ein belgischer Eiskunstläufer, der im Paarlauf startete.
Seine Eiskunstlaufpartnerin war Suzanne Diskeuve. Mit ihr zusammen gewann er 1947 sowohl bei der Europameisterschaft in Davos wie auch der Weltmeisterschaft in Stockholm die Bronzemedaille bei Siegen seiner Landsleute Micheline Lannoy und Pierre Baugniet.
Mit Liliane de Becker trat Verbustel noch einmal bei der Weltmeisterschaft 1950 an und belegte den neunten Platz.

## Ergebnisse

### Paarlauf
(mit Suzanne Diskeuve)
| Wettbewerb / Jahr     | 1947 | 1948 | 1949 | 1950 |
| --------------------- | ---- | ---- | ---- | ---- |
| Weltmeisterschaften   | 3.   |      |      | 9.*  |
| Europameisterschaften | 3.   |      |      |      |

* mit Liliane de Becker
| Personendaten    | Personendaten             |
| ---------------- | ------------------------- |
| NAME             | Verbustel, Edmond         |
| KURZBESCHREIBUNG | belgischer Eiskunstläufer |
| GEBURTSDATUM     | 20. Jahrhundert           |